# Puig-reig
Puig-reig (em catalão e oficialmente) ou Puigreig (em castelhano) é um município da Espanha na comarca de Berguedà, província de Barcelona, comunidade autónoma da Catalunha. Tem 46,2 km² de área e em 2021 tinha 4 289 habitantes (densidade: 92,8 hab./km²).

## Demografia
| Variação demográfica do município entre 1991 e 2004[carece de fontes?] | Variação demográfica do município entre 1991 e 2004[carece de fontes?] | Variação demográfica do município entre 1991 e 2004[carece de fontes?] | Variação demográfica do município entre 1991 e 2004[carece de fontes?] |
| ---------------------------------------------------------------------- | ---------------------------------------------------------------------- | ---------------------------------------------------------------------- | ---------------------------------------------------------------------- |
| 1991                                                                   | 1996                                                                   | 2001                                                                   | 2004                                                                   |
| 4746                                                                   | 4578                                                                   | 4188                                                                   | 4171                                                                   |

## História
O lugar é documentado pela primeira vez no ato de consagração da igreja de San Martín em 907. O castelo de Puigreig era propriedade dos Vizcondes de Berguedà. O último proprietário desta linhagem, o trovador Guilhem de Berguedan, deixou-a em um testamento à Ordem do Templo em 1187, que estabeleceu em Puigreig a encomienda de Berguedà e Cerdanya, que durará até a extinção da ordem em 1312. Desde então, e graças à mediação de outra personagem natural de Puigreig, o arcebispo Arnau Sescomes, o castelo de Puigreig e seu termo passou à Ordem do Hospital. Até ao século XIX, Puigreig era só um pequeno núcleo em torno do castelo e numerosas quintas espalhadas pelo seu termo. A partir do final do século XIX, com a industrialização, o núcleo urbano foi desenvolvido, graças à instalação em sua área de sete colônias industriais têxteis: Cal Prat, Cal Casas, Cal Pons, Cal Marçal, Cal Vidal, Cal Riera e L'Ametlla de Merola.